# Bruno Tabacci
Bruno Tabacci (Quistello, 27 agosto 1946) è un politico italiano, dal 30 maggio 2001 deputato alla Camera, dopo esserlo stato dal 1992 al 1994 per la Democrazia Cristiana, e dal 28 dicembre 2012 presidente di Centro Democratico.
È stato presidente della Regione Lombardia dal 17 luglio 1987 al 31 gennaio 1989, presidente di +Europa dal 23 giugno al 27 settembre 2019 e sottosegretario di Stato alla Presidenza del Consiglio dei ministri con delega alla programmazione e coordinamento economico dal 1º marzo 2021 al 22 ottobre 2022 nel governo Draghi.

## Biografia
Nato a Quistello (Mantova), si è laureato in economia e commercio all'Università di Parma, ed ha quindi lavorato come consulente libero professionista in materia economico-finanziaria.
Nella prima metà degli anni '80 ha diretto l'ufficio studi del Ministero dell'industria, del commercio e dell'artigianato con Giovanni Marcora e, in seguito, la segreteria tecnica del Ministro del tesoro Giovanni Goria.
Dal 1970 al 1985 è stato consigliere comunale per la Democrazia Cristiana in alcuni comuni del Mantovano, tra cui il capoluogo (1980-83) e Bozzolo (1985-1990).
Alle elezioni regionali lombarde del 1980 viene candidato consigliere nelle liste della DC per la provincia di Mantova: ottiene 8.485 preferenze, ma non è eletto.

### Consigliere regionale e Presidente della Regione Lombardia

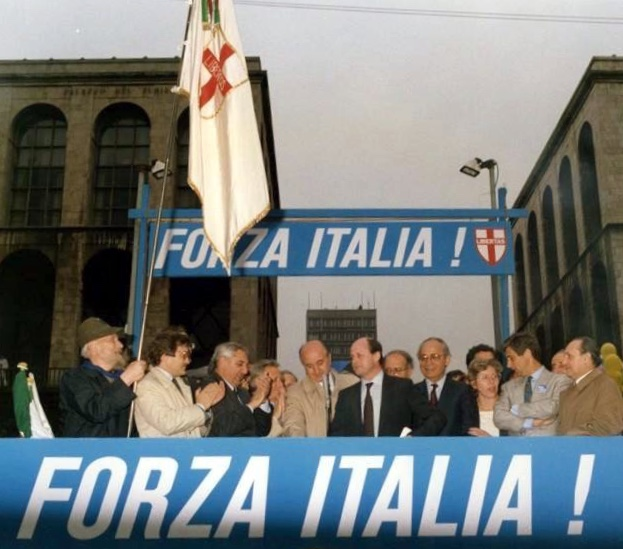
Tabacci (al centro) che partecipa alla campagna elettorale della DC "Forza Italia" nel 1987

Alle elezioni regionali lombarde del 1985 è eletto consigliere regionale per la provincia di Mantova con 17.082 preferenze, dal 1987 al 1989 è nominato presidente della Regione Lombardia con una giunta composta dal Pentapartito. In questa veste ha affrontato la grave emergenza dell'alluvione in Valtellina (luglio-settembre 1987).
Secondo il giornalista Giorgio Dell'Arti, «nell'87 divenne presidente della Regione per volere di Ciriaco De Mita», segretario della DC nonché leader della corrente di cui Tabacci faceva parte.
Nel 1988 è stato presidente della Comunità di lavoro Alpe Adria, associazione di regioni dell'area alpina ed adriatica, un'esperienza di collaborazione internazionale con importanti aree dell'est europeo, prima della caduta del muro di Berlino.
Alle elezioni regionali in Lombardia del 1990 è rieletto consigliere regionale con 16.602 preferenze ed è nominato presidente del gruppo consiliare DC e poi vicepresidente del Consiglio regionale. Alle elezioni amministrative dello stesso anno è eletto consigliere comunale per la DC sia di Volta Mantovana (dimettendosi immediatamente) sia di Porto Mantovano, rimanendo in carica fino al 1992. 
Nel 1991 è stato presidente del Comitato per la ristrutturazione del settore zootecnico presso il Ministero dell'Agricoltura. 

### Deputato alla Camera per la DC
Alle elezioni politiche del 1992 è stato eletto alla Camera dei deputati nella circoscrizione Mantova-Cremona per la Democrazia Cristiana con 17.284 preferenze; durante la XI Legislatura è stato componente della Commissione Bilancio e relatore della Legge finanziaria 1994 predisposta dal governo Ciampi. Dopo la dissoluzione della DC, aderisce al gruppo del PPI, non ricandidandosi poi alle elezioni del 1994. In quegli anni è coinvolto nelle inchieste su Tangentopoli, da cui poi risulterà assolto.

### Carriera da dirigente statale
È stato consigliere d'amministrazione di Eni, Snam, Efibanca. Nel periodo 1999-2000 è stato presidente dell'Autostrada A15 Cisa. Dal gennaio 2000 è copresidente della Fondazione del premio letterario Bancarella di Pontremoli. Nel gennaio 1998 torna in politica ed è vicesegretario dell'Unione Democratica per la Repubblica di Cossiga, uscendone in ottobre per aderire al Centro Cristiano Democratico, guidato da Pier Ferdinando Casini.
Alle elezioni europee del 1999 si candida al Parlamento europeo, tra le liste del CCD nella circoscrizione Italia nord-occidentale e nella circoscrizione Italia nord-orientale, ma, pur raccogliendo rispettivamente 9.131 preferenze e 2.623 preferenze, non viene eletto in nessuna delle due.
Alle elezioni regionali in Lombardia del 2000 è candidato consigliere per la provincia di Milano nelle liste del CCD: ottiene 1.366 preferenze e non è eletto.

### Deputato dell'UDC
Alle elezioni politiche del 2001 è stato rieletto deputato della XIV legislatura per la Casa delle Libertà nel collegio di Castiglione delle Stiviere, dove ottiene il 50,21%, superando Giovanni Tosi dell'Ulivo (40,29%). Ha aderito al gruppo UDC, che raccoglieva CCD e CDU. È stato eletto nel giugno 2001 Presidente della X Commissione Parlamentare, Attività produttive, commercio e turismo, dove ha presentato numerosi disegni di legge concernenti la riforma delle autorità di garanzia, regolazione e vigilanza, nonché il settore dell'energia e la materia dell'immigrazione.
L'11 dicembre 2001 è stato nominato Coordinatore del Comitato per la valutazione delle scelte scientifiche e tecnologiche (VAST), con decreto del Presidente della Camera Pier Ferdinando Casini. Nell'agosto 2002 è stato nominato Presidente della Commissione di cooperazione italo-messicana. È membro della commissione parlamentare Bilancio, tesoro e programmazione.
Alle elezioni europee del 2004 è candidato per l'UDC nella circoscrizione Italia nord-occidentale: ottiene 12.353 preferenze, ma non è eletto.
Alle elezioni politiche del 2006 viene rieletto deputato alla Camera per l'UDC nella circoscrizione Lombardia 1. Alle elezioni amministrative del 2006 si candida al Consiglio comunale di Milano, ma non viene eletto. Dalla fondazione dell'UDC è stato il componente più vicino al segretario Marco Follini. Lo ha seguito in molte scelte individuali, anche quelle non in linea con il partito, non condividendone però l'uscita dal partito nel 2006. Successivamente, si è fatto portavoce di istanze più autonome rispetto alla partecipazione dell'UDC alla coalizione di centrodestra, la Casa delle Libertà, condividendo il mandato del III Congresso del partito (2007) di perseguire iniziative autonome nell'opposizione al Governo Prodi II. Rappresenta, perciò, uno degli esponenti dell'ala sinistra dell'UDC.

### Deputato per la Rosa Bianca e ApI
Il 30 gennaio 2008, insieme a Mario Baccini, lascia l'UDC, accusando il leader Casini ed il segretario Lorenzo Cesa di aver cambiato la linea del partito senza aver indetto un nuovo congresso e di aver appiattito le proprie posizioni su quelle di Silvio Berlusconi e della Casa delle Libertà, in occasione della caduta del Governo Prodi II e del conferimento di un mandato esplorativo a Franco Marini. Tabacci infatti si era detto disponibile ad un governo di scopo, finalizzato alla riforma elettorale, guidato da Marini. Nella stessa data crea con Mario Baccini e Savino Pezzotta il movimento politico Rosa per l'Italia (inizialmente noto come Rosa Bianca), candidandosi come premier per le elezioni politiche del 2008.
Successivamente, tra Rosa Bianca e UDC viene raggiunto un accordo e i due partiti decidono di partecipare insieme alle elezioni politiche del 2008, creando una lista unica denominata Unione di Centro. Alle elezioni politiche del 2008 viene rieletto alla Camera come capolista nella circoscrizione Lombardia 1, dove l'Unione di Centro aveva ottenuto 86.494 voti, pari al 3,5% del totale.
Il 9 novembre 2009 lascia l'UdC e la Rosa per l'Italia per fondare, assieme a Francesco Rutelli, Gianni Vernetti ed altri esponenti del PD, il nuovo partito Alleanza per l'Italia l'11 novembre 2009, dove ricopre il ruolo di capogruppo di ApI e vicepresidente del Gruppo misto fino al 20 ottobre 2011, quando viene sostituito da Pino Pisicchio.
Nel 2011 viene eletto presidente del comitato promotore della BCC Banca di Credito Agricolo Mantova Oltrepò s.c.

#### Assessore al bilancio del Comune di Milano (2011-2013)
Il 15 giugno 2011 viene nominato assessore con deleghe al bilancio, al patrimonio e ai tributi nella giunta comunale di Milano guidata dal sindaco Giuliano Pisapia, rimanendo in carica fino al 21 gennaio 2013, quando si dimette per la decisione di correre alle elezioni politiche di quell'anno nelle liste di Centro Democratico..
Nel 2012, assieme al direttore generale Davide Corritore, ha concluso un accordo con quattro banche (JPMorgan, Depfa bank, UBS e Deutsche Bank) accusate di truffa aggravata (civile e penale) ai danni del comune per la vicenda dei derivati, introdotti dalla giunta Albertini e rinegoziati dalla giunta Moratti. Il Comune di Milano incasserà 750 milioni di euro in 23 anni..

#### Candidatura alle elezioni primarie del centrosinistra 2012
Nel settembre 2012 si candida alle primarie del centrosinistra per la premiership. Tra i candidati rivali di Tabacci: il segretario del PD Pier Luigi Bersani (PD), il sindaco di Firenze Matteo Renzi (PD), il presidente della Regione Puglia e presidente di SEL Nichi Vendola (SEL) e la consigliera regionale della Regione Veneto Laura Puppato (PD). Il suo progetto politico, all'interno della coalizione di centro-sinistra, tende ad una politica rivolta verso il centro dello schieramento politico italiano.
Nel primo turno delle elezioni primarie di Italia. Bene Comune del 2012 che si è svolto il 25 novembre 2012 ha ottenuto 43.840 voti complessivi pari al 1,4% e piazzandosi all'ultimo posto tra i 5 candidati.
Il 30 novembre 2012 annuncia il suo appoggio a Pier Luigi Bersani per il secondo turno delle primarie.

### Deputato di Centro Democratico
Il 28 dicembre 2012, insieme a Massimo Donadi, annuncia la nascita di un nuovo partito, Centro Democratico, che aderisce alla coalizione di centrosinistra Italia. Bene Comune.
Alle elezioni politiche del 2013 viene eletto alla Camera dei Deputati nella circoscrizione Toscana tra le file di Centro Democratico.
Il 19 novembre 2014, assieme agli altri due deputati del Centro Democratico Roberto Capelli e Carmelo Lo Monte abbandona il gruppo misto per aderire al nuovo gruppo parlamentare del partito denominato Per l'Italia - Centro Democratico.

#### Candidatura al Parlamento europeo
Il 17 aprile 2014 viene ufficialmente candidato alle elezioni europee come capolista di Scelta Europea nella Circoscrizione Italia meridionale (che raccoglie i 18 collegi elettorali del Abruzzo, del Molise, della Campania, della Puglia, della Basilicata e della Calabria). Con 10.483 preferenze, nonostante sia stato il più votato nella Circoscrizione Italia Meridionale, non viene eletto, anche perché Scelta Europea si ferma soltanto allo 0.77%.

### La lista "+Europa"
Di fronte al rischio per Emma Bonino di non partecipare con la sua nuova lista +Europa alla coalizione di centro-sinistra in vista delle elezioni politiche, il 4 gennaio 2018 mette a disposizione il simbolo di Centro Democratico, così da esentarla dalla raccolta firme, avendo lui costituito il suo gruppo in Parlamento nella precedente legislatura. Si candida e viene rieletto con la coalizione di centro-sinistra nel collegio uninominale Lombardia 1 - 12 (Milano Area Statistica 84), ottenendo il 41,24% e superando Cristina Rossello del centrodestra (37,04%) e Alberto Bonisoli del Movimento 5 Stelle (13,80%). Eletto vice coordinatore di +Europa, l'8 agosto dello stesso anno lancia insieme a Benedetto Della Vedova e alla Bonino il tesseramento che dovrà portare +Europa da cartello elettorale a soggetto politico; il congresso, caratterizzato da numerose polemiche, si tienenel gennaio 2019. Dal 23 giugno dello stesso anno è Presidente del partito.

### Sostegno al governo Conte
Il 27 settembre dello stesso anno lascia +Europa insieme a Centro Democratico, non condividendo la decisione del partito di porsi all'opposizione del Governo Conte II.
Il 25 novembre 2020, unico esponente in parlamento di Centro Democratico, cambia la denominazione del gruppo parlamentare dopo l'ingresso di Elisa Siragusa proveniente dal Movimento 5 Stelle, oltre alla permanenza del deputato Alessandro Fusacchia, anch'esso fuoriuscito da +Europa. La componente assume la denominazione Centro Democratico-Italiani in Europa, in virtù dell'elezione di Fusacchia e Siragusa nella circoscrizione Estero (ripartizione Europa). Nel gennaio 2021, in seguito al ritiro dei ministri di IV dal Governo Conte II, aderiscono alla componente diversi deputati del Movimento 5 Stelle, Carmelo Lo Monte (ex Lega), Renata Polverini (da Forza Italia) e Daniela Cardinale (ex PD), mentre al Senato il 27 gennaio con l'adesione dell'ex M5S Gregorio De Falco nasce la componente del Misto Europeisti-MAIE-Centro Democratico.

### Sostegno al governo Draghi e il percorso con Di Maio
Finita l'esperienza del governo Conte con la nomina di Mario Draghi alla presidenza del Consiglio, sostiene assieme a Centro Democratico l'esecutivo guidato dall'ex governatore della Banca centrale europea, appoggiato da buona parte delle maggiori forze rappresentate in Parlamento: Lega, M5S, PD, Forza Italia, Liberi e Uguali e Italia Viva.
Nel governo Draghi viene nominato Sottosegretario di Stato alla Presidenza del Consiglio con delega al coordinamento della politica economica a partire dal 25 febbraio 2021. Il 19 marzo 2021 ottiene anche la delega alla gestione delle politiche per lo spazio a cui rinuncia il 5 agosto 2021, a seguito di uno scandalo che vede il figlio Simone Tabacci assunto in Leonardo.
Nel giugno 2022 "dona" a Luigi Di Maio il simbolo del Centro Democratico, fondamentale per formare al Senato il gruppo parlamentare centrista "Insieme per il Futuro", composto da 11 senatori fuoriusciti dal Movimento 5 Stelle, e per non dover raccogliere le firme in vista delle elezioni politiche. Difatti, i due ad agosto lanciano il partito Impegno Civico e Tabacci alle elezioni politiche del 2022 viene candidato alla Camera nel collegio uninominale Lombardia 1 - 07 (Milano: NIL 20 - Loreto) per il centro-sinistra, venendo eletto con il 38,44% dei voti davanti ad Andrea Mandelli del centrodestra (35,38%) e Filippo Campiotti di Azione - Italia Viva (11,47%) e risultando l'unico eletto della lista in tutta Italia, che totalizza lo 0,60%.

## Procedimenti giudiziari
Nel 1989 è stato indagato con l’accusa di peculato pluriaggravato nell’ambito dell’inchiesta cosiddetta Oltrepò Pavese riguardante malversazioni di fondi della Protezione Civile. Al termine delle indagini è stato completamente prosciolto.
Nel 1992 la procura di Mantova ha chiesto alla Camera dei deputati l’autorizzazione all’arresto all’interno delle indagini per violazione delle norme per il finanziamento pubblico dei partiti e falsità ideologica commessa da pubblico ufficiale in certificati. Riguardo a queste indagini, ha anche ricevuto quattro diversi avvisi di garanzia. Il Parlamento ha negato l’autorizzazione all’arresto e nel 1996 il procedimento penale si è concluso con il proscioglimento.
Nel 1993 il sostituto procuratore di Milano Antonio Di Pietro ha chiesto alla Camera dei deputati l’autorizzazione a procedere contro Tabacci per ricettazione e finanziamento illecito dei partiti. Nel 1996 il Tribunale lo ha assolto dalle accuse "perché il fatto non costituisce reato".

## Posizioni politiche
Si dichiara favorevole a un riconoscimento giuridico per le coppie omosessuali, quali le unioni civili simbolicamente adottate dal comune di Milano. In un'intervista al settimanale Il Mondo del 25 settembre 2012 si è schierato contro le adozioni gay, affermando: "Sono convinto che ogni bambino abbia diritto ad avere un padre e una madre. Non credo che la soluzione delle adozioni di bimbi da parte di coppie gay sia da perseguire".